# La Bouche de fer
 (mars 2025).

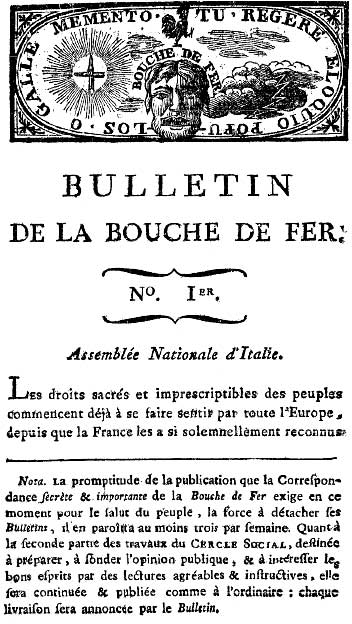
Première de la Bouche de fer

La Bouche de fer est un journal parisien publié entre octobre 1790 et juillet 1791. Édité par Nicolas de Bonneville et supervisé par Claude Fauchet, La Bouche de fer est l’organe du Cercle social dont elle reproduit trois fois par semaine, puis quotidiennement à partir du 22 juin 1791, les délibérations.

## Contenu du journal
On y trouve aussi des commentaires sur Du contrat social de Jean-Jacques Rousseau par Claude Fauchet, des discours de Condorcet, des pétitions du Club des Cordeliers.
Cette publication commence à paraître en octobre 1790 et disparaît le 28 juillet 1791. La souscription est de 36 livres par an et se trouve liée à l’appartenance au Cercle social. Quiconque est abonné est automatiquement membre du Cercle social, ce qui permet de gonfler les effectifs considérant comme membres de simples souscripteurs. 
Le titre provient d’une boîte à lettre affectant la forme d’une gueule de lion, installée au siège du cercle, 4, rue du Théâtre-Français à déposer ses propositions ou ses dénonciations.